# Gjendesheim

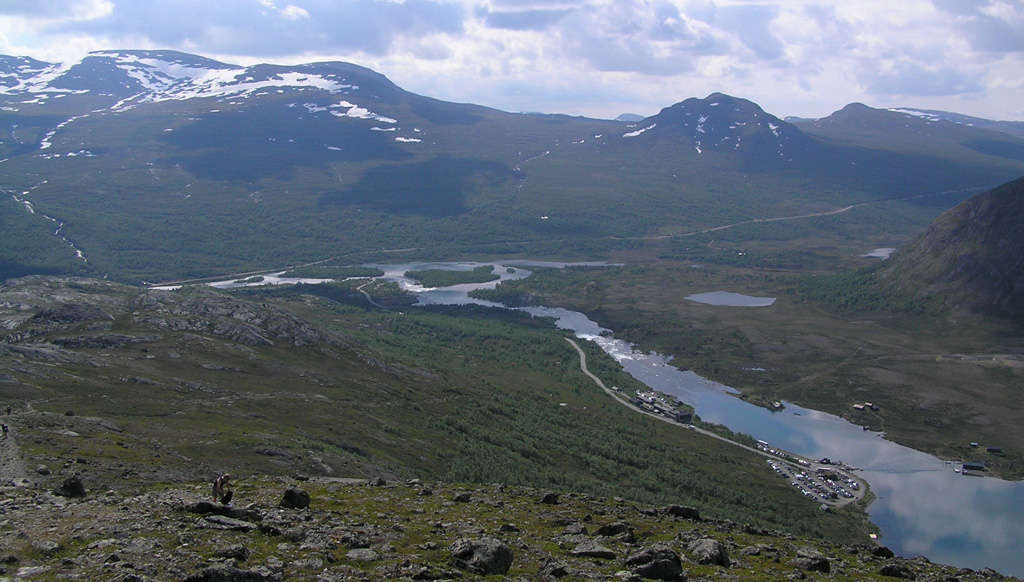
Gjendesheim. Rechts der Gjende, links die Sjoa

Gjendesheim ist ein kleiner Ort am östlichen Ende des Gjende-Sees in Norwegen. Er liegt am Rande des Nationalparks Jotunheimen in der Kommune Vågå der Fylke Innlandet.
Eigentlich besteht der Ort nur aus der gleichnamigen bewirtschafteten Wanderhütte des norwegischen Wandervereins Den Norske Turistforening (DNT), einem Parkplatz mit Kiosk (Gjendeosen), einem Campingplatz sowie einigen entfernter gelegenen Hütten. Meistens wird Gjendesheim mit der DNT-Hütte gleichgesetzt.
Bei Gjendesheim ergießt sich der – natürliche und nicht regulierte – Gjende in den Fluss Sjoa. Die Höhe liegt damit knapp über der des Sees bei 994 moh.
Gjendesheim bildet einen beliebten Ausgangspunkt für Wandertouren in Jotunheimen. Insbesondere der Weg über den Besseggen nach Memurubu ist eine der populärsten Wanderstrecken Norwegens. Gjendesheim lässt sich über eine etwa 2 km lange Abzweigung vom Riksvei 51 gut per Auto erreichen.

## Personen
Eine hier besonders bekannte Persönlichkeit war der Rentierjäger, Bergwanderer und Freidenker Jo Gjende (1794–1884), der lange Zeit am Gjendeosen in der Nähe von Gjendesheim wohnte. Seine Hütte steht heute noch. Sie wurde restauriert und kann besichtigt werden.

## Geschichte
Ursprünglich war der Bau der Hütte nahe Leirungen in Richtung Valdresflye geplant. Sie wurde dann aber an der jetzigen Stelle errichtet. Inzwischen gehört sie mit über 170 Betten zu den größten und meistbesuchten Hütten des DNT.
- 1868: Gründung des DNT
- 1873: Erster markierter Weg vom Memurudalen zum Bessvatnet
- 1878: Eröffnung Gjendesheim
- 1890: Erster Umbau mit neuer Küche, weitere Renovierungen 1898, 1904 - 05, 1910 - 11, 1916 und 1925
- 1937: Neues Hauptgebäude und Renovierung der Schlafsäle
- 1974: Anschluss ans Stromnetz
- 1976: Erneute intensive Renovierung

Die Wirte (Bestyrer) der Hütte Gjendesheim waren:
- Anders Rusnes: 1878–1901
- Kari Rusnes: 1901–1920
- Ragnhild Repp: 1920–1950
- Bjørg Hult Nystrøm: 1950–1952
- Marit und Jens Skogstad: 1952–1958
- Åslaug and Nils Vole: 1959–1974
- Sonja und Olav Gaute Vole: 1975–1977
- Olav Gaute Vole: 1977–1980
- Bjørg Aaseng Vole und Olav Gaute Vole: seit 1980